# 関根駅
関根駅（せきねえき）は、山形県米沢市大字関根にある、東日本旅客鉄道（JR東日本）奥羽本線の駅である。「山形線」の愛称区間に含まれている。

## 歴史
- 1899年（明治32年）5月15日：奥羽南線・福島 - 米沢間開通と共に開業[2][3]。
- 1984年（昭和59年）12月1日：無人化[3][4]。福島駅派遣により出札業務を継続。
- 1985年（昭和60年）8月1日：簡易委託化[3]、駅前広場で開業記念式挙行[5][6]。
- 1987年（昭和62年）
  - 4月1日：国鉄分割民営化により、東日本旅客鉄道の駅となる[2]。
  - 8月ごろ：委託後継者が見つからず無人化[3][7]。
- 2024年（令和6年）10月1日：えきねっとQチケのサービスを開始[1][8]。

## 駅構造
相対式ホーム2面2線を有する地上駅である。互いのホームは構内踏切で結ばれている。二つのホームには簡素な待合所が置かれている。
米沢駅管理の無人駅である。
当駅を境に米沢駅方が単線、大沢駅方が複線となる。

### のりば
| ホーム | 路線    | 方向 | 行先     |
| ------ | ------- | ---- | -------- |
| 駅舎側 | ■山形線 | 上り | 福島方面 |
| 反対側 | ■山形線 | 下り | 米沢方面 |

※案内上の番線番号は割り当てられていない。

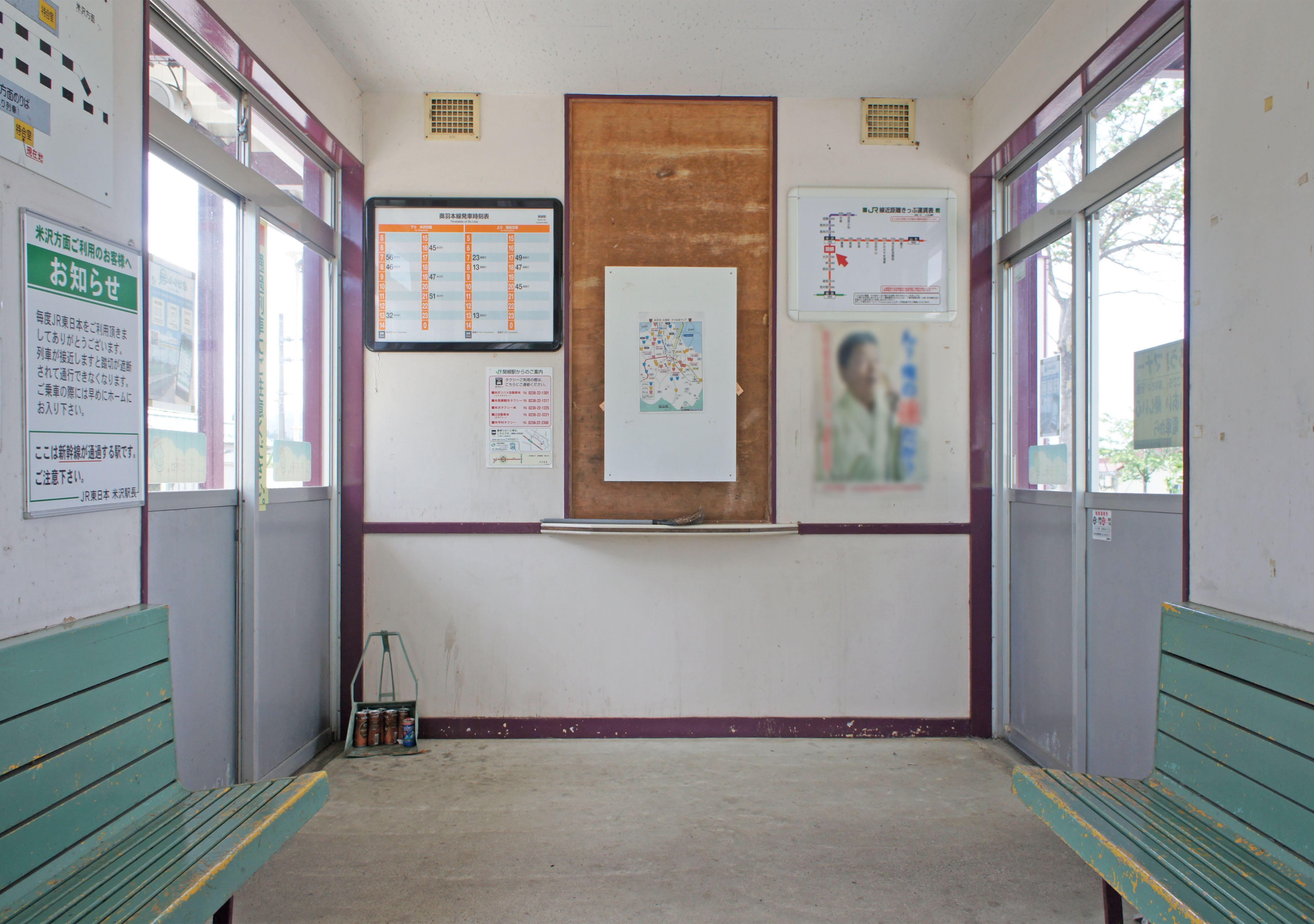
待合室（2022年5月）
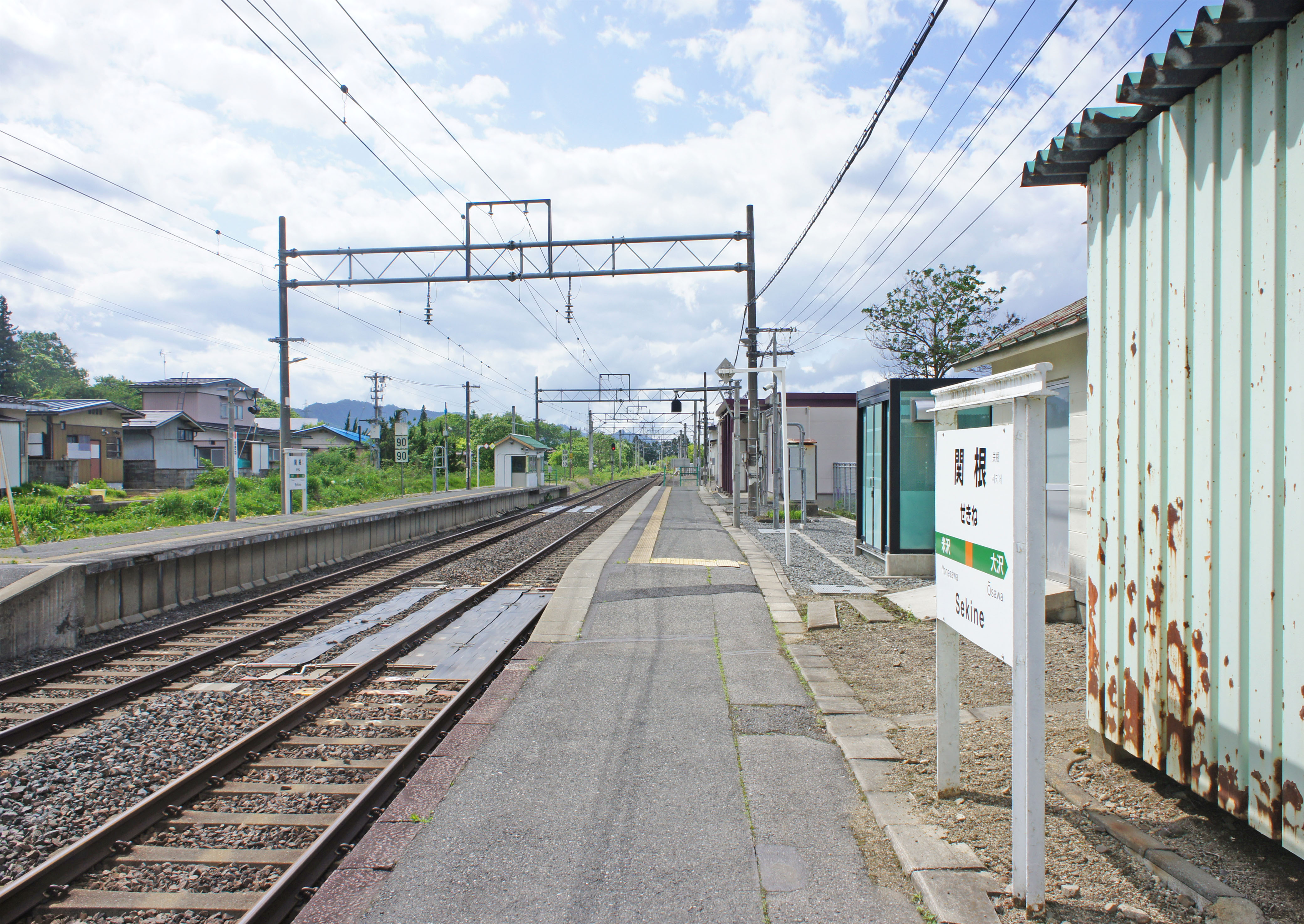
ホーム（2022年5月）
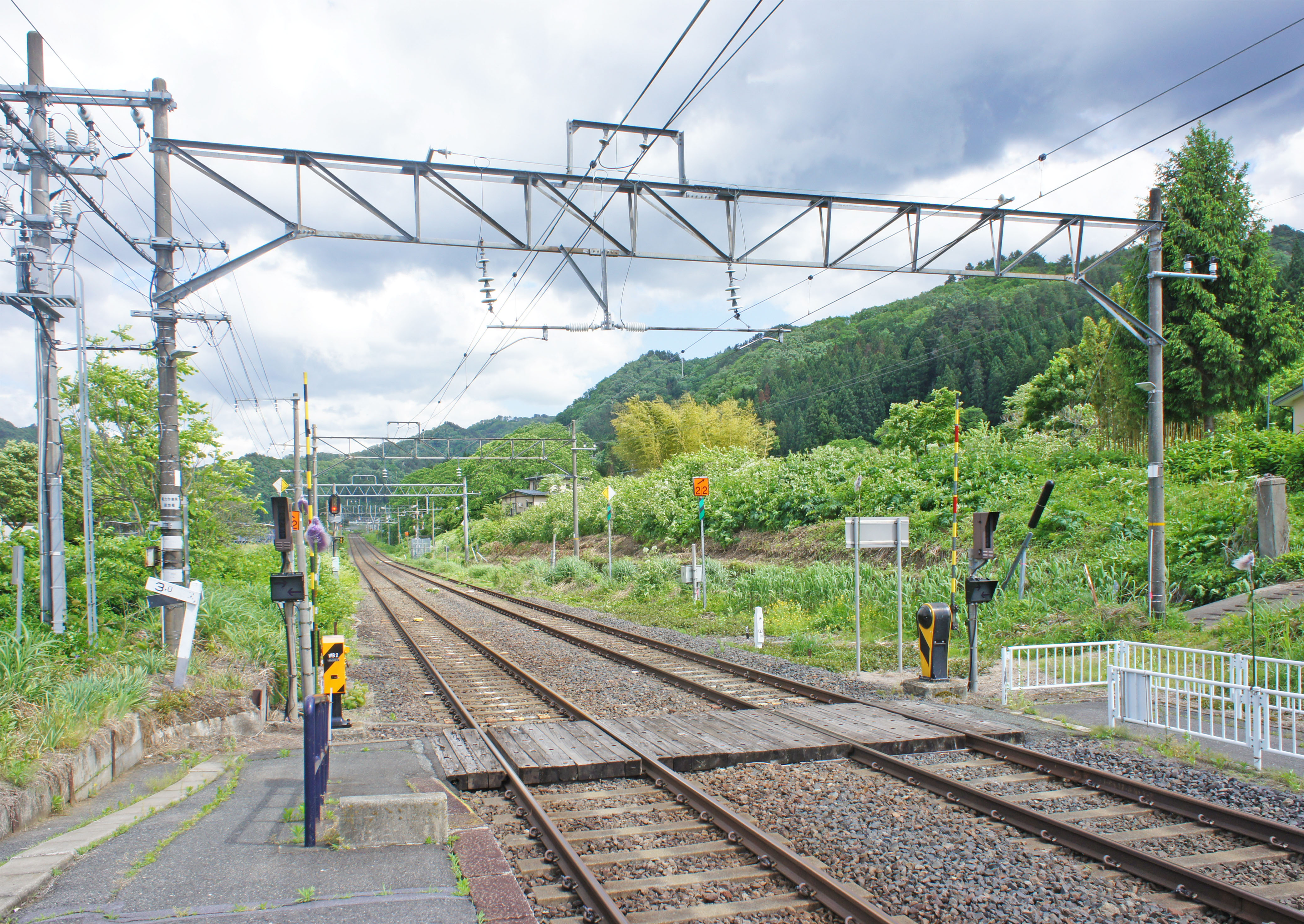
構内踏切（2022年5月）

## 利用状況
「山形県の鉄道輸送」によると、2000年度（平成12年度）- 2004年度（平成16年度）の1日平均乗車人員の推移は以下のとおりであった。
| 乗車人員推移       | 乗車人員推移     | 乗車人員推移 |
| 年度               | 1日平均 乗車人員 | 出典         |
| ------------------ | ---------------- | ------------ |
| 2000年（平成12年） | 23               | [ 10 ]       |
| 2001年（平成13年） | 20               | [ 10 ]       |
| 2002年（平成14年） | 19               | [ 10 ]       |
| 2003年（平成15年） | 16               | [ 10 ]       |
| 2004年（平成16年） | 16               | [ 10 ]       |

## 駅周辺
- 鷹山公敬師郊迎跡・一字一涙の碑
- 普門院 - 上杉治憲が細井平洲を迎え入れた寺院である。
- 羽黒神社
- 関根郵便局

## 隣の駅
東日本旅客鉄道（JR東日本）
■山形線（奥羽本線）
峠駅 - *大沢駅 - 関根駅 - 米沢駅
*:全列車が大沢駅を通過する。